# Tetrastichus testaceus
Tetrastichus testaceus är en stekelart som beskrevs av Masi 1940. Tetrastichus testaceus ingår i släktet Tetrastichus och familjen finglanssteklar.
Artens utbredningsområde är Somalia. Inga underarter finns listade i Catalogue of Life.